# Vaja
Vaja (dříve Nyírvaja, ukrajinsky Вая, Vaja) je město ve východním Maďarsku v župě Szabolcs-Szatmár-Bereg, spadající pod okres Mátészalka. Nachází se asi 27 km východně od Nyíregyházy. V roce 2015 zde žilo 3 515 obyvatel. Podle údajů z roku 2001 zde bylo 96 % obyvatel maďarské a 4 % romské národnosti.
Nejbližšími městy jsou Baktalórántháza, Mátészalka a Nyírmada. Blízko jsou též obce Kántorjánosi, Nyírparasznya, Őr, Pusztadobos a Rohod.

## Historie
Jméno Vaja pochází z osobního jména Waya nebo Woya, které pravděpodobně měl zakladatel města, který není přímo znám.
První písemná zmínka pochází z roku 1272 za vlády krále Bély IV. V roce 1312 bylo uvedeno, že osada patřila rodu Vayů. V roce 1370 patřila osada biskupovi Lászlóvi Vaymu. Znak byl darován Tituszem Vaym králi Zikmundovi Lucemburskému za jeho loajalitu a činy.
V roce 1412 se rodina Istvána Csernavody přestěhovala z blízkého Paposu (který jim patřil) do Vaji. V roce 1418 získala Vaja hrdelní právo.
V roce 1578 byla Vaja zmíněna jako dvě samostatné vesnice, Nagyvaja a Kustosvég.
Na konci prvních let 18. století zde žilo 650 obyvatel. V roce 1714 se zde začali registrovat členové reformované církve.
V roce 1711 se zde František II. Rákóczi, několik dnů předtím, než opustil zemi, setkal s hrabětem Jánosem Pálffym, velitelem císařských vojsk v Maďarsku.
V roce 1848, když bylo zrušeno nevolnictví, zde bylo již 1 002 obyvatel. V roce 1939 se do Vaji odstěhovalo z vesnice Magyarbóly v župě Baranya 524 stoupenců reformované církve. Do roku 1940 byla obec vlastnictvím rodiny Vayů.
Status města získala Vaja 1. července 2009.